# Army of Lovers (canción)
«Army of Lovers» es el sencillo debut en solitario del exmiembro de Blue, Lee Ryan.

## Antecedentes
Fue publicado el 24 de julio del 2005 en el Reino Unido, y un día más tarde, publicado en todo el mundo.
El sencillo debutó en el #3 de las Listas de Ventas del Reino Unido, y tuvo mucho éxito alrededor del mundo, llegando al #1 en Italia, permaneciendo allí 4 semanas, y obteniendo moderado éxito en el resto de Europa. Además, el sencillo fue publicado en Estados Unidos y Canadá el 6 de septiembre, obteniendo pésimas posiciones en ambos Charts, y haciendo que la publicación del disco allí se cancelase.
Fue su sencillo más vendido en el Reino Unido, ya que sus otros singles fracasaron en ventas, pero, aunque fue el más exitoso, no obtuvo buenas críticas por parte de la crítica musical.

## Lista de canciones
CD 1
1. Army Of Lovers (2:55)
2. Army Of Lovers (3:10)

CD 2
1. Army Of Lovers (2:55)
2. Album Sampler (6:20)
3. Army Of Lovers [Videoclip] (3:00)

## Trayectoria en las listas
| Lista (2005)                    | Mejor posición |
| ------------------------------- | -------------- |
| Alemania (Media Control AG)     | 29             |
| Austria (Ö3 Austria Top 40)     | 41             |
| Bélgica (Flandes) (Ultratop 50) | 27             |
| Bélgica (Ultratip valona)       | 9              |
| European Hot 100                | 23             |
| Irlanda (IRMA)                  | 17             |
| Italia (FIMI)                   | 1              |
| Reino Unido (UK Singles Chart)  | 3              |
| Suiza (Schweizer Hitparade)     | 49             |